# 고디바SHOW
《고디바SHOW》는 2021년 12월 3일부터 2022년 1월 21일까지 동아TV에서 방송된 서바이벌 프로그램으로, 12명의 남녀가 ‘고디바 하우스’에서 100일 동안 함께 지내며 자신의 매력을 어필, 인기투표를 통해 최후의 생존자를 가리는 프로그램이다. 그러나 예정과 달리 생존자가 6명 남은 시점인 58일 차에 제작사 스텝의 코로나19 감염으로  조기 종료되었다.

## 개요
샤워 취침 장면을 공개하고, 출연 배우의 노출을 미리 양해 받았다는 자극적인 내용으로 홍보 되었다. 
그리고 tv시청, 휴대폰, 신문, 외부인 접촉 등 금지된 채 생활한다.
하지만 4개채널에 24시간이다보니 동시 접속자수는 미비한 수준이다.
녹화 편집분을 개그맨 김용명, 낸시, 아스트로의 MJ, [제아 (브아걸)], 한초임, 유정승, 조성화가 참여할 것이라는 보도가 나왔다. 
100일간 24시간 스트리밍하면서 무대본 무연출로 진행된다.
- 출연 배우를 훔쳐본다는 발상 자체가 몰카, 불법촬영 등의 사회적 이슈가 많은 대한민국 상황에 부합하지 않는다는 반응이 있다.

그런데도 기존 리얼리티 관찰예능을 편집해서 방송하는 것과 달리 현장에서 100% 리얼로 24시간 스트리밍하였지만 실패하였다.
출연배우간에 갈등과 싸움이 없이 친밀함을 보여줘 긴장감이 떨어진다는 평이 있다.
그리고 배우들이 촬영이전에도 다른 작품에서 같이 하였는지 시작하기 전부터 아는 사람이 있어보여 아무런 긴장감이 없었다.

무대본 무연출의 표본이라고 볼 수 있다
열 두 남녀의 동거 라이프를 다룬 100% 리얼 서바이벌 관찰 예능 ‘고디바 SHOW’는 유튜브 채널 ‘GODIVA SHOW TV’에서 24시간 내내 실시간으로 만날 수 있다.

## 참가자
- 서혜윤. 2013 미스코리아 서울 미. 웹드라마 토정로맨스 출연, 현재는 배우.
- 이하평. 가수
- 구하연. 前 걸그룹
- 이용성. 웹 드라마 토정로맨스 출연, 연극 배우
- 강운. 웹 드라마 토정로맨스 출연, 2019 MAN OF WORLD 우승자
- 황인해. 패션쇼 모델
- 송현찬. 개그맨
- 차세연. 웹드라마 토정로맨스 출연, 배우
- 노희국. 배우. 1991년생. 프로필 범털 2: 쩐의 전쟁 웹드라마 토정로맨스 등에 단역으로 출연했다.
- 차유. 걸그룹 '하트' 출신 DJ, 본명 차유정
- 김현준. 래퍼. 랩네임은 Hook Swallow.

## 최종 순위
| 순위       | 이름   |
| ---------- | ------ |
| 생존       | 구하연 |
| 생존       | 이용성 |
| 생존       | 편강윤 |
| 생존       | 강 운  |
| 생존       | 송현찬 |
| 생존       | 차세연 |
| 6차 탈락자 | 노희국 |
| 5차 탈락자 | 차 유  |
| 4차 탈락자 | 서혜윤 |
| 3차 탈락자 | 김현준 |
| 2차 탈락자 | 황인해 |
| 1차 탈락자 | 이하평 |